# Art urbà al País Valencià

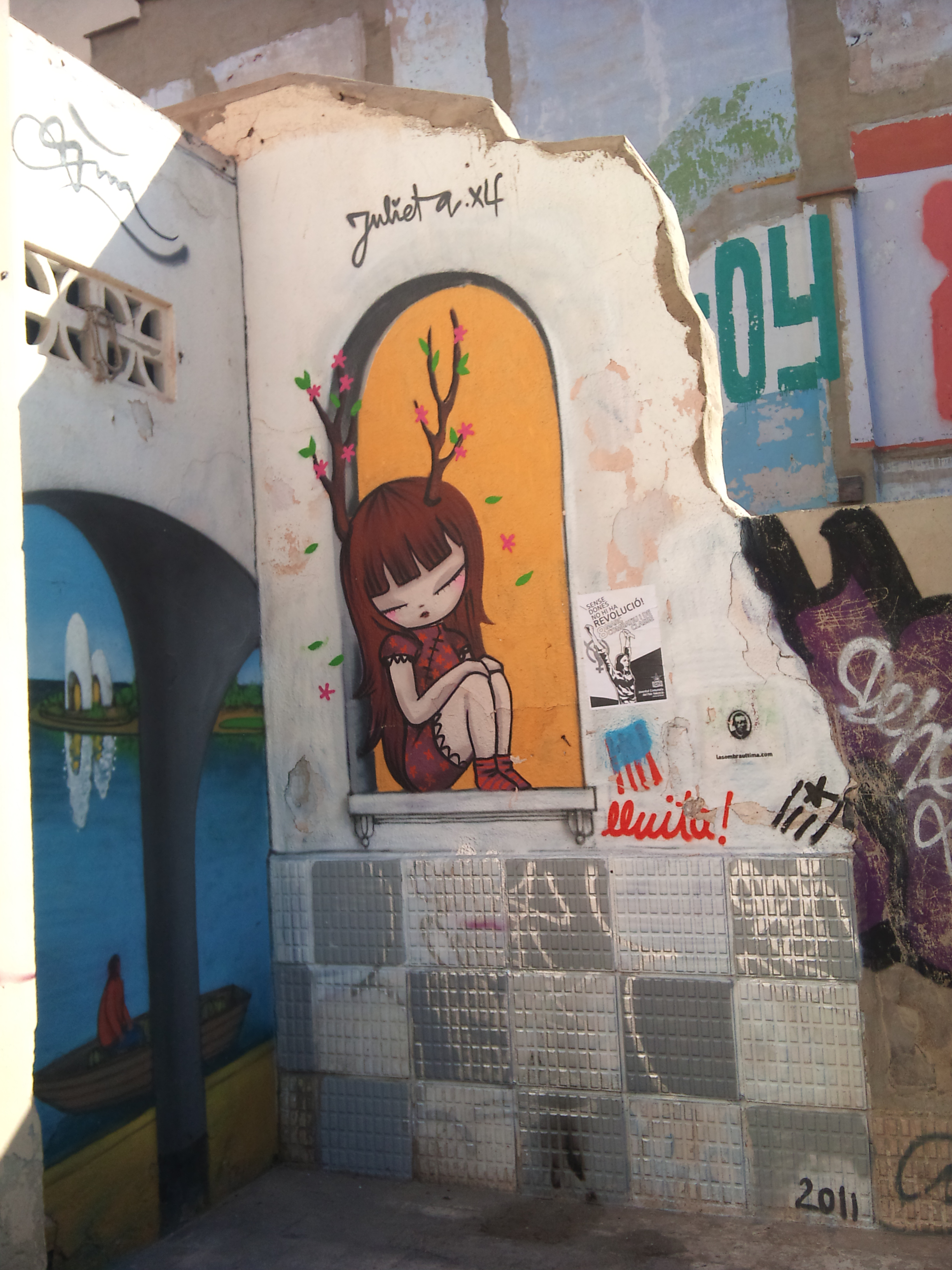
Julieta XLF al Barri del Carme.

La història de l'art urbà al País Valencià comença a mitjans dels anys 80 amb l'aparició del Graffiti o Grafit. Entre els artistes més representatius es troben Escif, Julieta XLF, Hyuro o l'artista de stickers Vinz. El Museu Inacabat d'Art Urbà de Fanzara és el centre amb major nombre d'obres al País Valencià. Alguns d'estos artistes són considerats referents a nivell internacional.

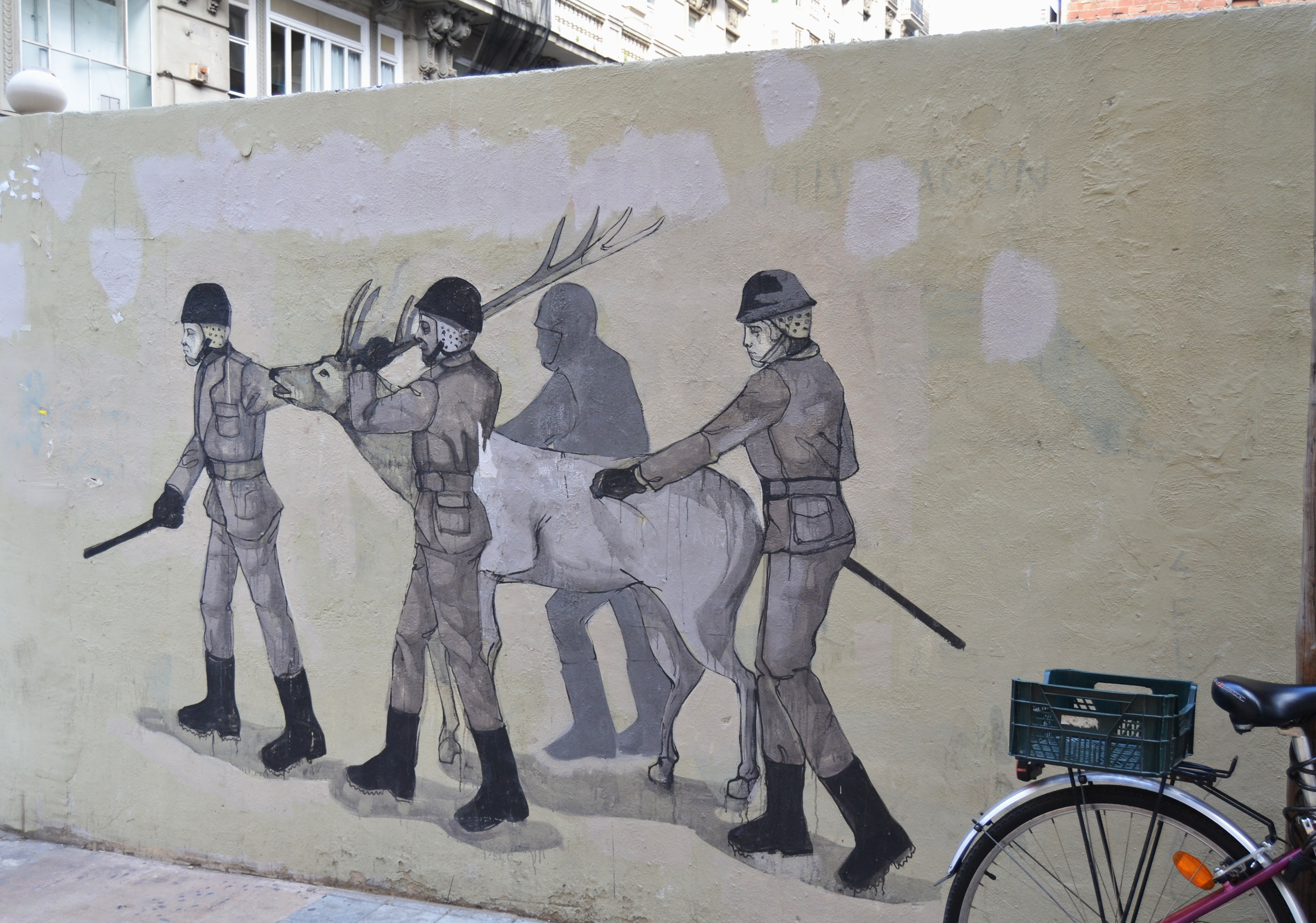
Mural d'Escif i Hyuro al carrer del Músic Peydró de València.

Des dels inicis i fins a la dècada dels 2000 els graffiti valencians destacaven per la senzillesa i l'ús de tag en les peces, fet condicionat per l'escassedat de mitjans. Tanmateix, a partir de la segona meitat de la dècada dels 2000 s'han consolidat els murals i els artistes han començat a tindre reconeixement, convertint-se en un atractiu turístic, sobretot, a la Ciutat de València.

## Història
Alacant i València van ser dos de les ciutats de l'Estat Espanyol amb major presència de graffiti als anys 80. Els Grafits arriben al País Valencià de la mà de les comunitats de break dance dels barris de Saïdia i Marxalenes de la ciutat de València. Als inicis, pel desconeixement tant de la gent o de la pròpia policia davant el nou moviment, el fenomen va gaudir de molta permissivitat. La comunitat va créixer pel boca-orella i els contactes informals, ja que no hi havia material ni fanzines que parlaren del tema. Estos primers graffiters comptaven amb molt pocs mitjans materials per a pintar, havent sovint d'utilitzar esprais o pintures més barates per estalviar diners, fet que també provocà que moltes vegades s'optara per realitzar obres amb pocs colors. També hi hagué casos de furts a botigues de pintura per tal d'obtenir material.
A Alacant van despuntar crews com Crazy Beat i Tom Rock, i graffiters com Loco 13 i Kami. A València despuntaven Defcon X, Colt Artist Crew, Jaco i Apilio.
Entre 1989 i 1990 es consolida l'escena graffitera de la Ciutat de València, coincidint amb el declivi del break dance i el naixement de noves cultures urbanes vinculades al rap o a l'skate. És a principis d'esta dècada quan el tag es consolida, substituint a les formes primitives de graffiti i superant a les pintades polítiques en popularitat. Al Kasal Popular de Flora, Centre social okupat de València també es van vore alguns dels primers graffiti de la Ciutat, havent obres d'Esik per la rodalia. En este moment es funden grups com UKC (Use Kondom Crew), RSK o RAK (Radikal Artist Krew) on hi havia artistes com Kaos, Seta, Poke, Azne o Pike. Quan gent d'UKC i RAK fan una mena de viatge iniciàtic a Alacant, es crearà un nou grup, De la Orgy Posse, format per gent dels dos grups valentins i gent d'Alacant. En este grup hi havia alguns dels millors graffiters valencians del moment, com Kaos, Esik o Same, de València, i Ezer, d'Alacant. En este moment Malilla es consolida com el lloc de trobada (Hall of Fame) de València Capital i rodalia, sent també el lloc on alguns dels joves graffiters descobriren a autors com Nova, pioners de principis dels 90, i es feren les primeres jams. En 1993 Nova viatja a Nova York i es produeix un canvi de generació en aparèixer noves tècniques pictòriques com el power line.
A mitjans dels anys 90 es posa de moda fer graffiti en trens de RENFE, fet que portà a les primeres detencions en 1995, per les denúncies de la companyia ferroviària. Arran dels primers escorcolls policials a cases es van dissolvent este moviment, si bé la pintura en paret comença a viure una bona etapa. Apareixen noves krews com TFK i l'Horta Sud Stile, i el centre graffiter es mou de Malilla al Cabanyal. En 1991 apareix Duke 103, qui més endavant es consolidaria com a graffiter de referència a la Ciutat de València. En 1994 la brigada d'obres de l'Ajuntament de València inicia la pràctica del repintat sistemàtic dels graffiti, primer amb pintura blanca i després amb grisa, eliminant les primigènies pintades del Barri del Carme, poemes escrits amb cal·ligrafia desigual. A Elx destacaren col·lectius com pornostars, amb artistes com Dems i Rosh 333, i un mural a la Plaça del Raval que va funcionar com a referent per als artistes locals des de 1992, quan va ser pintat i 2006, any en què l'Ajuntament va ordenar l'esborrament. Amb l'arribada de la dècada dels 2000 apareixen noves tècniques com l'stencil o l'sticker art.
Amb la formació en 2001 del grup XLF (Por la Face), es duen a terme diferents activitats al Barri del Carme, on originàriament feien les seues obres. Un dels seus fundadors va ser Escif, a qui es considera un dels responsables de l'explosió de l'art urbà en la Ciutat de València durant la dècada de 2010. A València hi ha hagut històricament certa permissivitat a l'hora de pintar als murs, el que permet que artistes de diferents lloc facen obres a la ciutat, generant una espècie d'escola per als artistes locals. L'acceptació del muralisme i el graffiti han fet que l'art urbà esdevinga un reclam turístic per a la Ciutat de València, cosa que és vista pels artistes com un perill de banalització tant a nivell comercial com polític. Entre desembre de 2014 i gener de 2015 arriba a València el moviment Te comería a versos, les primeres pintades del qual van aparèixer tant a zones properes als campus universitaris de Blasco Ibáñez i Tarongers, com al Barri de Benimaclet.

### Graffiters valencians destacats

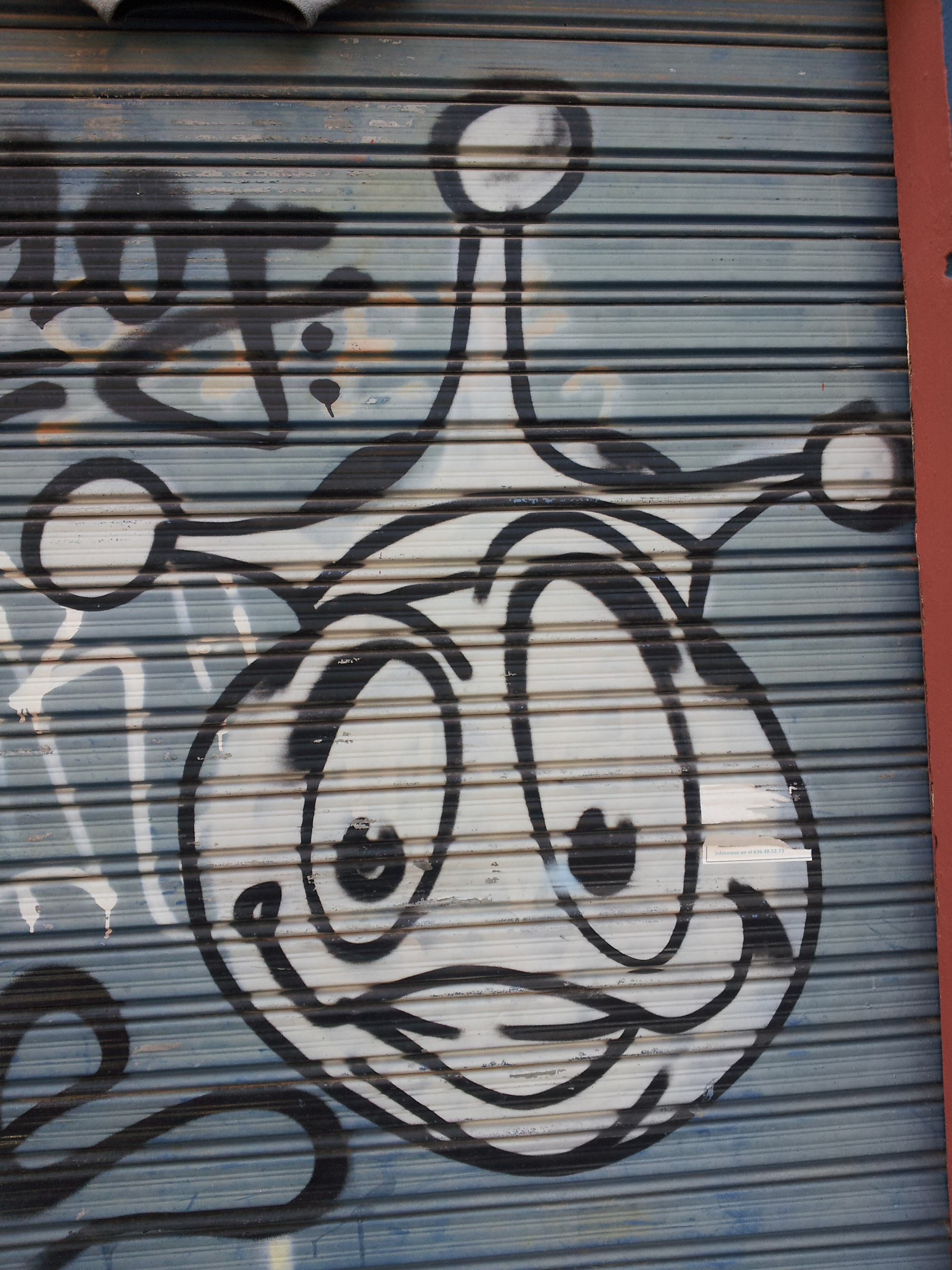
Careta amb que signava Duke 103.

- Nova, prioner del graffiti a la Ciutat de València.
- Duke 103, graffiter de referència a la Ciutat de València durant els anys 2000.
- XLF (Por la Face), crew de graffiters de referència en les dècades de 2000 i 2010.
- Deih, fundador d'XLF.
- Gons, fundador d'XLF.
- Xelon, fundador d'XLF.
- End (XLF), fundador d'XLF.
- Escif, destacat membre d'XLF.
- Julieta (XLF), destacada membre d'XLF.
- Hyuro, graffitera dels anys 2010.
- Dadi Dreucol, graffiter dels anys 2010.
- La Nena Wapa Wapa, graffitera dels anys 2010.
- Rosh 333, graffiter actiu des de 1989, part de pornostars.